# Бережовский сельский совет
Бережовский сельский совет (укр. Бережівська сільська рада) — входит в состав
Ичнянского района
Черниговской области
Украины.
Административный центр сельского совета находится в 
с. Бережовка
.

## Населённые пункты совета
- с. Бережовка